# 金剛仏子叡尊感身学正記
『金剛仏子叡尊感身学正記』（こんごうぶつしえいそんかんしんがくしょうき）は、鎌倉時代に真言律宗を開いた僧侶・叡尊の自伝で、感身学正記と略称する場合もある。
弘安8年（1285年）、85歳になり先が短いと捉えた叡尊は、自己の信仰・事業について振り返って後事を門人に託すために同年11月14日に執筆を開始し翌年2月28日に完成され、翌3月までに校正を終えた。
出生から醍醐寺における出家と真言密教の修行、仏教界全体の堕落から、覚盛らとともに東大寺で自誓授戒を行ったこと、忍性ら弟子との出会いや西大寺を再興して戒律復興運動や非人・癩病患者救済活動などを行った経緯等を記している。
叡尊自身が保持していた諸資料を基にして書かれていること、内容が詳細明晰であること、当時の他の歴史・仏教史料と比べても大きな相違がないことから、鎌倉仏教とその時代における仏教史料として高く評価されている。

## 文献
- 『興正菩薩御教誡聴聞集・金剛仏子叡尊感身学正記』（原文校訂、長谷川誠編）

没後700年の1990年（平成2年）に、西大寺より刊行。
- 『感身学正記　西大寺叡尊の自伝』（細川涼一訳注、平凡社〈東洋文庫〉全2巻、1999年（平成11年）12月 ‐ 2020年（令和2年）2月）